# Agrilus octosignatus
Agrilus octosignatus é uma espécie de inseto do género Agrilus, família Buprestidae, ordem Coleoptera.
Foi descrita cientificamente por Gyllenhal in Schönherr, 1817.